# Cornelia Dahlgren
Anna Maria Cornelia Dahlgren eller Cornelia,  född 14 februari 1978, är en svensk musiker, artist och skådespelare. 

## Biografi
Cornelia började sin musikaliska karriär på Öland i sina ungdomsår. Bland annat var hon verksam i Södra Ölands Musikteaterförening, exempelvis som huvudrollen i musikalen Annie. Hon spelade tidigare i bandet Popshop och deltog i Idol 2004. 
I september 2006 kom hennes låtar "Take Me Away" och "You Got It" ut på Markus Enochsons album Night Games - in steps and sequences på den välkända, tyska indielabeln Sonar Kollektiv.
Den 29 november 2007 släpptes EP:n Capsule på den egna labeln Camp Mozart. År 2009 låg hennes singel "Army of Men" i toppen på de brittiska och tyska danslistorna under flera veckor. Cornelia skrev "Army of Men" till och för den tyska dansproducenten Sharam Jey som sedan även släppte låten på sitt fullängdsalbum In My Blood 2010.
Cornelia har sedan dess släppt två nya EPs "By The Fire" och "Aquarius Dreams" på Camp Mozart samt två framgångsrika samarbeten med Portico Quartet (Real World Records) och Scratcha DVA (Hyperdub). År 2012 släppte hon sin singel "Stormy Weather" i samarbete med Exceptional Records. På sin YouTube-kanal (Cornelia) har hon laddat upp en video där hon sjunger och spelar "Stormy Weather" i svågern Phil Lesters lägenhet. Videon är Cornelias mest populära uppladdning med över 34 000 visningar (augusti 2015).
Cornelia och Martyn har under 2015 kommit att bli mycket omtyckta bland de fans som följer Phil och hans kollega Dan Howell på YouTube, då paret närvarat vid stora YouTube-event som Playlist Live, VidCon och Summer in the City, hjälpt till med praktiska saker som försäljningen av merchandise och interagerat med fansen.

### Familj
Cornelia Dahlgren har ett förhållande med Martyn Lester och har en dotter född i december 2020. Martyn Lester är äldre bror till YouTube-vloggaren Phil Lesters, och de bor tillsammans i London.

## Diskografi
- 2000: Voices in My Lunchbox med Smyglyssna spåret Whopper (Plug Research)
- 2001: "Careless" med Popshop (Remixed Records)
- 2002: Piece of Cake med Popshop (Remixed Records)
- 2002: How to Tango med Popshop (Remixed Records)
- 2002: Life on Mars med Popshop (Remixed Records)
- 2004: Det Bästa Från Idol spåret "What It Feels Like for a Girl" (BMG)
- 2006: Night Games - In Steps and Sequences med Markus Enochson spåren Take Me Away och You Got It (Sonar Kollektiv)
- 2007: Capsule (Camp Mozart)
- 2009: Various Assets, spåren Daylight, Get Your Laces Tied och I'm So Over You (RBMA)
- 2009: Army of Men och Army of Men 2 med Sharam Jey (King Kong Records)
- 2010: Army of Men (King Kong Records)
- 2011: "That's Why I Need Ya" med The Zax
- 2011: By The Fire/Now and hereafter, (Camp Mozart)
- 2011: Aquarius Dreams (Camp Mozart)
- 2012: Pretty Ugly med Scratcha DVA (Hyperdub)
- 2012: Steepless med Portico Quartet (Real World Records)
- 2012: Stormy Weather (Camp Mozart/Exceptional Records)
- 2013: Steepless Live/Remix med Portico Quartet (Real World Records)
- 2013: Pieces med Bonobo (Ninjatune)
- 2013: Fill me Up med Henry Saiz

## Filmografi
- 2003: Feta Laxar
- 2004: Törst, (Regi Amanda Adolfsson)
- 2005: Det Levande Slottet, (Svensk dubb) i rollen som "Lettie"
- 2005: Den utvalde (DVD-versionen[förtydliga])
- 2006: Monster House, (Svensk dubb) i rollen som "Zee"

## Uppträdanden i Idol 2004
- Kvalfinal: "New World", Björk Guðmundsdóttir.
- Veckofinal 1 (Min idol): "What It Feels Like for a Girl", Madonna.
- Veckofinal 2 (Listettor): "Don't Speak", No Doubt.
- Veckofinal 3 (Soul): "Blame It on the Boogie", The Jacksons.